# Boursinidia schachovskoyi
Boursinidia schachovskoyi là một loài bướm đêm trong họ Noctuidae.